# Eberhard Gothein
Eberhard Gothein, född 29 oktober 1853 i Neumarkt in Schlesien, död 13 november 1923 i Berlin, var en tysk historiker och nationalekonom. Han var bror till Georg Gothein.
Gothein blev 1885 professor vid tekniska högskolan i Karlsruhe, 1890  professor i statsvetenskap vid Bonns universitet och 1904 professor i nationalekonomi och ekonomisk historia i Heidelberg. Han representerade 1919 Deutsche Demokratische Partei i Badens konstituerande landsförsamling och blev 1920 ledamot av Badens lantdag. Bland Gotheins skrifter märks Ignatius von Loyola (1885; andra upplagan 1895), Die Aufgaben der Kulturgeschichte (1889) och Verfassungs- und Wirtschaftsgeschichte der Stadt Köln (1916).